# Ocell de tempesta maori
L'ocell de tempesta maori (Fregetta maoriana) és un ocell marí de la família dels oceanítids (Oceanitidae) que habita en situació molt precària al nord de l'Illa del Nord de Nova Zelanda.

## Taxonomia
Considerat tradicionalment membre del gènere Oceanites és avui classificat a Fregetta arran els treballs de Robertson et al (2011)